# Jean Rosmorduc
Jean Rosmorduc, né le 24 février 1937 à Saint-Ségal, est un physicien français spécialiste d'histoire des sciences.

## Biographie
Jean Rosmorduc naît en 1937.
Jean Rosmorduc est docteur en physique.
Pendant trente ans, Rosmorduc a occupé un poste de professeur d’histoire des sciences à l’université de Brest.  
Jean Rosmorduc a soutenu la candidature de Robert Hue, le candidat communiste à l'élection présidentielle de 1995.

## Publications
- Jean Rosmorduc, La Polarisation rotatoire naturelle, de la structure de la lumière à celle des atomes, Paris, Université de Bretagne occidentale et Libr. Scientifique et Technique A. Blanchard, 1983, 3 + 317
- Jean Rosmorduc, Une histoire de la physique et de la chimie, Paris, Le Seuil, coll. « Points Sciences », 1985, 254 p. (ISBN 2-02-008990-4)
- Ahmed Djebbar et Jean Rosmorduc, Une histoire de la science arabe : Introduction à la connaissance du patrimoine scientifique des pays d'islam, Paris, Le Seuil, coll. « Points Sciences », 2001, 384 p. (ISBN 2-02-039549-5)Entretiens avec Jean Rosmorduc
- Jean Rosmorduc, Matière et Énergie, Messidor/Scandéditions, 1991 (ISBN 978-2-209-06477-9)
- Jean Rosmorduc et Dominique L'Elchat, 25 mots clés de la culture scientifique, Paris, Maxi-Livres, 2004, 383 p. (ISBN 2-7434-3370-1)
- Ahmed Djebbar, Gabriel Gohau et Jean Rosmorduc, Pour l'histoire des sciences et des techniques, Hachette Education, coll. « Ressources Formation », 2006, 159 p. (ISBN 978-2-01-170886-1)
- Jean Rosmorduc et J.-P. Mathieu, Histoire de la physique : La Formation de la physique classique, t. 1, Tec et Doc, 1992, 322 p. (présentation en ligne)
- Jean Rosmorduc, Françoise Dutour et Vinca Rosmorduc, Révolutions de l'optique et l'œuvre de Fresnel, Vuibert, coll. « Culture Scientifique », 2004, 176 p. (ISBN 978-2-7117-5364-2)